# Manutenzione secondo condizione
La manutenzione secondo condizione è un particolare tipo di manutenzione preventiva, che individua la necessità dell'azione manutentiva sulla base dello stato di salute attuale di un componente.
Lo stato di salute del componente è valutato correlando una o più grandezze fisiche e/o chimiche allo stato del componente ed individuando un valore di soglia, relativamente a queste grandezze, oltre il quale (o al di sotto del quale) il componente ha una elevata probabilità di guastarsi.